# ادوین هاوارد آرمسترانگ

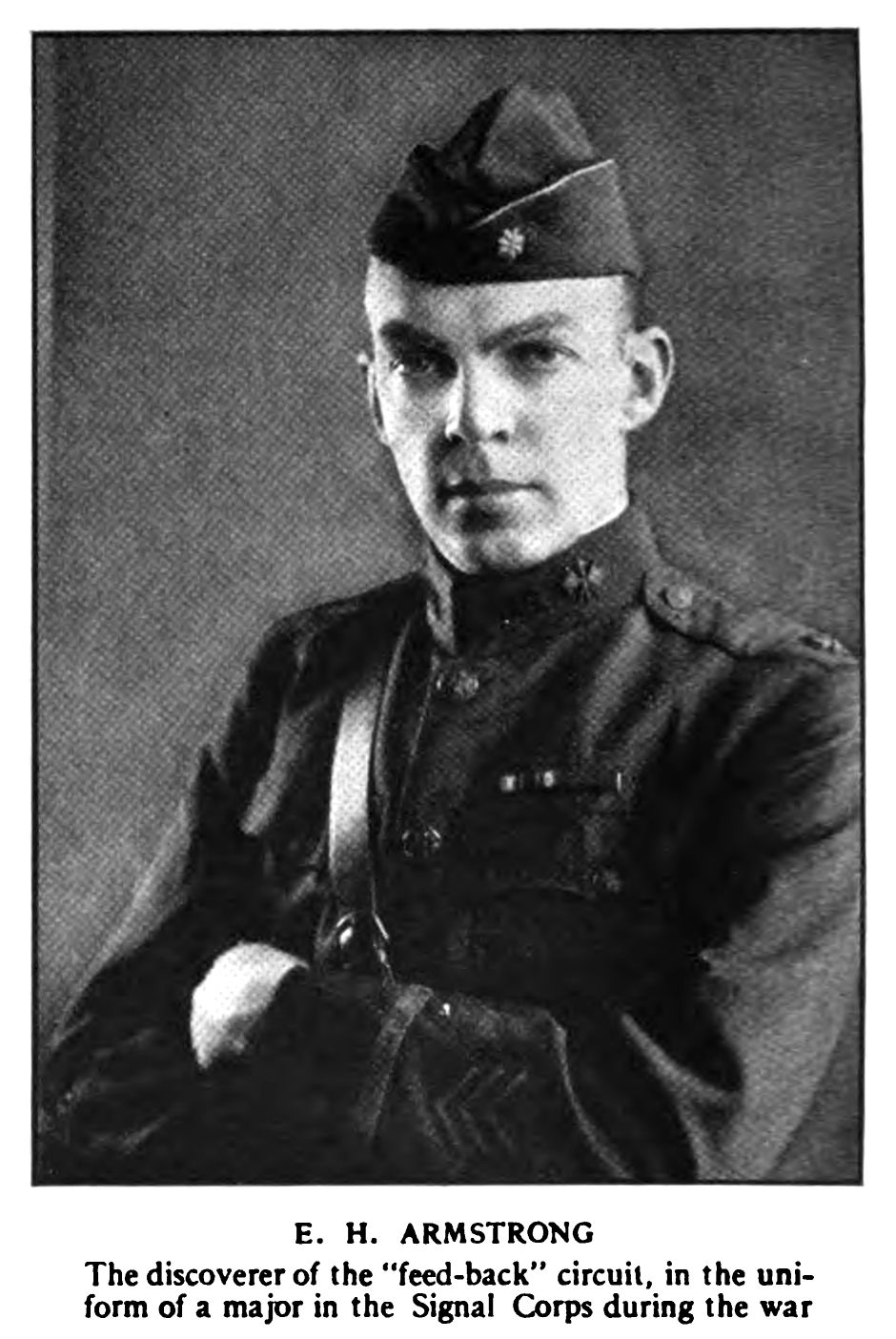
هنگام خدمت جزء پرسنل نظامی آمریکایی در جنگ جهانی اول

ادوین هاوارد آرمسترانگ (به انگلیسی: Edwin Howard Armstrong) (زادهٔ ۱۸ دسامبر ۱۸۹۰ – درگذشتهٔ ۳۱ ژانویه ۱۹۵۴) مهندس برق و ابداع‌کنندهٔ مدولاسیون فرکانس رادیویی بود.او ۴۲ اختراع را به ثبت رسانده‌است و جوایز متعددی از جمله مدال افتخار اعطا شده از سوی مؤسسان مهندسین رادیو، مدال لژیون فرانسه، مدال فرانکلین و مدال ادیسون را دریافت کرده‌است. وی همچنین به تالار مشاهیر مخترع راه یافته‌است.